# Casa del 19 del Carrer de Sant Joan
La Casa del 19 del Carrer de Sant Joan és un edifici de la vila de Vilafranca de Conflent, a la comarca d'aquest nom, de la Catalunya del Nord.
Està situada en el número 19 del carrer de Sant Joan, a la zona central de la vila. Li correspon el número 16 del cadastre.
La casa, del segle xiii, està assentada sobre una parcel·la irregular, ja que s'engrandeix ocupant la meitat nord de la parcel·la del costat de ponent. Té dos patis interiors. Conserva diversos vestigis de la casa primitiva, tot i que la majoria no són visibles exteriorment: un mur interior paral·lel al carrer a l'altura del primer pati, una arcada trencada a ponent, amb arestes vives i dos reredintells fet amb bigues; una arcada segmental a llevant; en el pati hi ha tres arcades, dues de mig punt encarades cap a la casa, cap al costat i cap a la part posterior, amb arestes axamfranades i claus d'arc, i una arcada trencada i tapiada en el mitger amb la casa del costat de llevant, sense clau i arestes axamfranades; damunt seu s'obre una finestra de punt rodó, també amb les arestes axamfranades. En el segon pati no hi ha cap element visible. A la part de darrere hi ha una gran porta rectangular amb muntants axamfranats i dintell de fusta sobre coixinets de quart de cercle, en bona part enterrats a causa de l'elevació del nivell del sòl.